# Conophytum praesectum
Conophytum praesectum är en isörtsväxtart som beskrevs av Nicholas Edward Brown. Conophytum praesectum ingår i släktet Conophytum, och familjen isörtsväxter. Inga underarter finns listade i Catalogue of Life.